# Obelostreptus acifer
Obelostreptus acifer är en mångfotingart som beskrevs av Carl Graf Attems 1909. Obelostreptus acifer ingår i släktet Obelostreptus och familjen Spirostreptidae. Inga underarter finns listade i Catalogue of Life.